# Élections législatives de 1919 dans le Var
Les élections législatives du 16 novembre 1919, et éventuellement dans l'hypothèse d'un second tour du 30 novembre 1919, sont organisées selon un scrutin de liste dans le cadre du département : tout candidat obtenant la majorité absolue des suffrages est élu, les sièges restants étant attribués à la représentation proportionnelle à la plus forte moyenne. Elles marquèrent au niveau national la victoire du Bloc national de centre-droit. La nouvelle assemblée fut surnommée « Chambre bleu horizon », en référence à la couleur bleu horizon des uniformes des très nombreux anciens combattants qui y siègeront.

## Élus
|   | Député élu         |  | Groupe parlementaire                 |
| - | ------------------ |  | ------------------------------------ |
| 1 | Jean-Baptiste Abel |  | Gauche républicaine et démocratique  |
| 2 | Henri Aiguier      |  | Gauche républicaine et démocratique  |
| 3 | Paul Denise        |  | Parti radical et radical-socialiste  |
| 4 | Raymond Gavoty     |  | Entente républicaine et démocratique |
| 5 | Victor Reymonenq   |  | Action républicaine et sociale       |

## Résultats départementaux

### Par listes
| Listes         | Listes                                                | Premier tour | Premier tour | Sièges |
| Listes         | Listes                                                | Voix         | %            | Sièges |
| -------------- | ----------------------------------------------------- | ------------ | ------------ | ------ |
|                | Liste du Bloc républicain varois                      | 24 483       | 52,54        | 5      |
|                | Liste du Parti socialiste                             | 18 230       | 39,12        | 0      |
|                | Liste des Libérés et des Éprouvés de la Grande Guerre | 2 805        | 6,02         | 0      |
|                | Liste communiste                                      | 287          | 0,62         | 0      |
|                |                                                       |              |              |        |
| Inscrits       | Inscrits                                              | 82 068       | 100,00       | 5      |
| Votants        | Votants                                               | 47 613       | 58,02        |        |
| Abstention     | Abstention                                            | 34 455       | 41,98        |        |
| Blancs et nuls | Blancs et nuls                                        | 1 015        | 1,24         |        |
| Exprimés       | Exprimés                                              | 46 598       | 56,78        |        |

### Par candidats
| Candidat       | Candidat           | Tendance            | Premier tour | Premier tour |
| Candidat       | Candidat           | Tendance            | Voix         | %            |
| -------------- | ------------------ | ------------------- | ------------ | ------------ |
|                | Jean-Baptiste Abel | Radical indépendant | 24 422       | 52,41        |
|                | Henri Aiguier      | PRDS                | 24 640       | 52,88        |
|                | Paul Denise        | PRRRS               | 24 896       | 53,43        |
|                | Raymond Gavoty     | FR                  | 24 266       | 52,08        |
|                | Victor Reymonenq   | Radical indépendant | 24 195       | 51,92        |
|                |                    |                     |              |              |
|                | Pierre Renaudel    | SFIO                | 18 410       | 39,51        |
|                | Auguste Berthon    | SFIO                | 18 039       | 38,71        |
|                | Coulomb            | SFIO                | 18 133       | 38,91        |
|                | Gustave Fourment   | SFIO                | 18 463       | 39,62        |
|                | Guiet              | SFIO                | 18 109       | 38,86        |
|                |                    |                     |              |              |
|                | Espitalier         | Divers              | 2 778        | 5,96         |
|                | Frey               | Divers              | 2 954        | 6,34         |
|                | Bernard            | Divers              | 2 683        | 5,76         |
|                |                    |                     |              |              |
| Inscrits       | Inscrits           | Inscrits            | 82 068       | 100,00       |
| Votants        | Votants            | Votants             | 47 613       | 58,02        |
| Abstention     | Abstention         | Abstention          | 34 455       | 41,98        |
| Blancs et nuls | Blancs et nuls     | Blancs et nuls      | 1 015        | 1,24         |
| Exprimés       | Exprimés           | Exprimés            | 46 598       | 56,78        |